# Xylotrechus luzonicus
Xylotrechus luzonicus là một loài bọ cánh cứng trong họ Cerambycidae.